# Ignacio Sánchez Mejías
Pour les articles homonymes, voir Sánchez et Mejías.
Ignacio Sánchez Mejías, né le 6 juin 1891 à Séville (Espagne), mort à Madrid (Espagne), le 13 août 1934, était un matador espagnol.

## Présentation
Il fut un torero atypique, téméraire, auteur de théâtre, ami des intellectuels et président du club de football Real Betis Séville. Il a donné une conférence  sur Don Quichotte à l'université Columbia aux États-Unis, et il a participé à la mise en scène des célèbres ballets espagnols de son amie l'Argentinita.
Fils de médecin rural, il commence des études secondaires qu'il n'achève pas. Sur un coup de tête, il part au Mexique où il fait ses débuts dans l'arène comme Banderillero, puis comme novillero. En 1913, il revient en Espagne pour tenter sa chance en novillada dans la cuadrilla de Juan Belmonte où il est gravement blessé. Mais il reprend son rang dans la cuadrilla de Belmonte, puis de Rafael El Gallo, puis de Joselito qui l'entoure d'affection. (Il épousera d'ailleurs la sœur de Joselito.) Joselito lui donne l'alternative devant le taureau « Buñolero » de Vicente Martinez le 16 mars 1919 à Barcelone. Sa confirmation d'alternative a lieu le 5 avril 1920, avec toujours Joselito pour parrain, devant le taureau « Presumido » de l'élevage de Vicente Martinez.

## Sa carrière et sa mort
À ses débuts, Ignacio Sánchez Mejías est très impopulaire : on lui reproche la protection de son beau-frère, Joselito. C'est donc dans une ambiance hostile qu'il lutte pour prouver sa valeur. Le critique taurin Ventura Bagues écrivait 

« Il a apporté quelque chose de nouveau à la corrida : l'exagération du danger. Jour après  jour, il s'est complu à placer les taureaux dans les terrains les plus risqués pour avoir l'occasion de s'exposer davantage »

Lourd, athlétique, parfois médiocre à l'épée, Mejías avait un total mépris du danger qui impressionnait les foules. En 1927, il se retire pour devenir journaliste, dramaturge, écrivain, pour s'occuper de danse et de poésie. Il a été, entre autres, l'ami de Fernando Villalón et de Federico Garcia Lorca, comme l'a évoqué l'écrivaine Marcelle Auclair. Au moment où on pensait qu'il avait oublié le ruedo, il décide de reprendre l'épée le 15 juillet 1934. Le 11 août suivant, à Manzanares, le taureau « Granadino » de l'élevage Alaya le cueille au moment où il exécute sa passe favorite : la Passe à l'estribo. Le taureau lui perce la cuisse, mais au lieu de se faire opérer tout de suite, Ignacio se contente de freiner l'hémorragie. Il meurt à Madrid le 13 août 1934 d'une gangrène gazeuse, après deux jours d'agonie.
Son ami, le poète Federico García Lorca a composé, après sa mort, le célèbre Chant funèbre pour Ignacio Sánchez Mejías, qui se termine par ces vers :
Tardara mucho tiempo en nacer, si es que nace,
Un andaluz tan claro, tan rico de aventura.
Yo canto su elegancia con palabras que gimen,
Y recuerdo une brisa triste por los olivos.
(Il faudra longtemps avant que ne naisse, s'il naît jamais
Un Andalou si clair, si riche d'aventures.
Je chante son élégance avec des paroles qui gémissent
Et je me souviens d'une brise triste dans les oliviers)
En 1950, le compositeur Maurice Ohana met ce LLanto en musique.
Ina.fr : 
- LLanto por Ignacio Sánchez Mejías, pour récitant, baryton solo, chœurs et orchestre (chanté et dit en espagnol) de Maurice Ohana, texte Federico García Lorca, avec Maria Casarès récitante, Michel Arry baryton, Chœurs de l'ORTF, concert public à la Fête du Solstice à Ratilly par l'Orchestre de chambre de l'ORTF dirigé par Daniel Chabrun.
En 1995 , une  tragedie lyrique  sur le poème  De Federico Garcia Lorca  LLanto por Ignacio Sánchez Mejías , composition de Stavros Xarchakos, fut présenté au Théatre Impérial de Compiègne et au Megaron Mousikis à Athènes.
En 1998, Vicente Pradal en propose une autre adaptation.

### Carrière
- Présentation à Madrid : 13 septembre 1913 aux côtés de Luis Suárez, « Magritas » et Larita. Novillos de la ganadería de Fernando Villalón.
- Alternative : Barcelone le 16 mars 1919. Parrain, « Joselito » ; témoin, Juan Belmonte. Taureaux de la ganadería de Vicente Martínez.
- Confirmation d’alternative à Madrid : 1920. Parrain, « Joselito » ; témoins, Juan Belmonte et « Varelito ». Taureaux de la ganadería de Vicente Martínez.
- Premier de l’escalafón en 1920.